# Jan Klata
Jan Klata, né en 1973 à Varsovie (Pologne), est un dramaturge et metteur en scène polonais.

## Biographie
Il est né en 1973 à Varsovie. Son père, de formation juriste, a milité pour Solidarność dans les dernières décennies du XXe siècle. Sa mère s'occupe de théâtre pour enfants et amateurs. Son frère cadet Wojciech Klata (pl), va devenir acteur. Jan Klata crée sa première pièce de théâtre à 12 ans. Formé à l'école d'art dramatique de Varsovie, puis à celle de Cracovie, en parallèle d'études de droit, il reçoit les enseignements notamment de Krystian Lupa et Jerzy Grzegorzewski. 
Sorti de formation à l'art dramatique en 1996, il ne trouve pas d'emploi dans un premier temps dans ce domaine. Pour disposer de ressources, il travaille dans la publicité, la presse ou la télévision. Puis, auteur d'un premier succès, Le Sourire du pamplemousse, écrite en 2001 pour un concours organisé dans la ville de Walbrzych, il devient dramaturge mais aussi metteur en scène. Il signe son premier contrat professionnel dans ce domaine qui le passionne, en 2001 encore et dans un théâtre de Walbrzych toujours. Il réalise ensuite  plusieurs autres mises en scène, notamment Le Revizor de Nicolas Gogol, H comme Hamlet (où il dresse bilan un peu désenchanté des années Solidarnosc), Orange mécanique ou encore Richard III.
C'est avec Tranfer ! et L'Affaire Danton qu'il parvient à se faire un nom en France où il est invité notamment lors du festival d'automne 2009. Présentée à la Maison des arts de Créteil en 2009, la première d'entre elles met en scène les chefs d'État Franklin Delano Roosevelt, Winston Churchill et Joseph Staline à la conférence de Yalta. Leurs propos sont comparés à ceux de la population polonaise. Par cette mise en scène d'un thème historique, Jan Klata parvient à associer une dimension réaliste à l'audace d'une mise en scène punk. Toujours basé sur un sujet historique, L'Affaire Danton, présentée au même endroit en 2009, quelques semaines plus tard, permet au metteur en scène d'évoquer les luttes de pouvoir et, indirectement, le passé de la Pologne. Issu de la génération qui a vu s'effondrer le bloc de l'Est avec la chute du mur de Berlin, Jan Klata incarne par ses créations un renouveau sur les planches des théâtres polonais. Il est considéré comme l'un des représentants du « théâtre de la déconstruction ».

En 2018, il reçoit le XVe Prix Europe Réalités Théâtrales, à Saint-Pétersbourg,, avec cette motivation :
Jan Klata affronte les réécritures de classiques qui se mesurent au présent, il se tourne vers la nouvelle dramaturgie, les chroniques et la littérature contemporaine, choisit soigneusement les espaces de théâtre qu’il juge adaptés à ses créations, pratique des boutures ‘pop’ et recourt à des installations visuelles et sonores très spectaculaires. Son théâtre est semblable à une fenêtre ouverte sur l’Europe contemporaine et sur ses transformations récentes, rendues sensibles, dans un pays comme la Pologne, par le passage du communisme au consumérisme: un monde qui se transforme et se brise à la poursuite des lois du marché et générant ainsi des conditions sociales et existentielles détachées et inquiétantes. C’est un théâtre lucide, total, et quand il le faut, provocatoire, qui en parlant efficacement du pouvoir réveille les consciences des occidentaux assoupis.